# Catharsius phidias
Catharsius phidias là một loài bọ cánh cứng trong họ Bọ hung (Scarabaeidae).